# Das Leben ist grausam
Das Leben ist grausam ist das Debütalbum der Leipziger Band Die Prinzen und wurde am 9. September 1991 veröffentlicht. Es zählt mit rund 1,2 Millionen verkauften Einheiten zu den erfolgreichsten deutschen Musikalben.

## Hintergrund
Nachdem sich Tobias Künzel der Prinzen-Vorgängerband Herzbuben angeschlossen hatte und sich die fünf von nun an Die Prinzen nannten, erschien im Mai 1991 die Single Gabi und Klaus. Im September desselben Jahres folgte schließlich das Debütalbum der Gruppe, produziert von Annette Humpe.
Die Prinzen veröffentlichten auch eine A-cappella-Version dieses Albums. Der Rapper Bass Sultan Hengzt coverte im Jahr 2006 den Titel Millionär, im gleichen Jahr brachte das Dance-Projekt Groove Coverage mit On the Radio eine Version von Mann im Mond heraus.

## Titelliste
1. Millionär – 2:36 (Musik/Text: Sebastian Krumbiegel)
2. Mann im Mond – 3:14 (Musik/Text: Tobias Künzel)
3. Gabi und Klaus – 3:23 (Musik/Text: Sebastian Krumbiegel)
4. Wer ist der Typ – 3:15 (Musik/Text: Annette Humpe, Künzel)
5. Betriebsdirektor – 2:48 (Musik/Text: Sebastian Krumbiegel)
6. Ich will dich haben – 3:53 (Musik/Text: Humpe, Krumbiegel)
7. Blaues Blut – 3:15 (Musik: Humpe / Text: Humpe, Krumbiegel, Künzel)
8. Mein Fahrrad – 2:25 (Musik: Krumbiegel / Text: Krumbiegel, Künzel)
9. Die Vögel – 3:57 (Musik: Krumbiegel, Wolfgang Lenk / Text: Krumbiegel)
10. Vierzig Jahre – 2:35 (Musik/Text: Krumbiegel, Künzel)
11. Mein bester Freund – 2:34 (Musik/Text: Krumbiegel)
12. Tschüssi – Macht’s gut – 0:15 (Musik/Text: Krumbiegel)

## Kommerzieller Erfolg

### Chartplatzierungen

#### Album
| ChartsChartplatzierungen | Höchstplatzierung | Wochen |
| ------------------------ | ----------------- | ------ |
| Deutschland (GfK)        | 5 (78 Wo.)        | 78     |
| Österreich (Ö3)          | 39 (2 Wo.)        | 2      |
| Schweiz (IFPI)           | 20 (13 Wo.)       | 13     |

| ChartsJahrescharts (1992) | Platzierung |
| ------------------------- | ----------- |
| Deutschland (GfK)         | 11          |

| ChartsJahrescharts (1993) | Platzierung |
| ------------------------- | ----------- |
| Deutschland (GfK)         | 58          |

#### Singles
| Jahr | Titel          | Höchstplatzierung, Gesamtwochen, AuszeichnungChartplatzierungen (Jahr, Titel, , Platzierungen, Wochen, Auszeichnungen, Anmerkungen) | Höchstplatzierung, Gesamtwochen, AuszeichnungChartplatzierungen (Jahr, Titel, , Platzierungen, Wochen, Auszeichnungen, Anmerkungen) | Höchstplatzierung, Gesamtwochen, AuszeichnungChartplatzierungen (Jahr, Titel, , Platzierungen, Wochen, Auszeichnungen, Anmerkungen) | Anmerkungen                |
| Jahr | Titel          | DE | AT | CH | Anmerkungen                |
| ---- | -------------- | --- | --- | --- | -------------------------- |
| 1991 | Gabi und Klaus | DE24 (16 Wo.)DE | — | CH9 (11 Wo.)CH | Erstveröffentlichung: 1991 |
| 1991 | Millionär      | DE36 (16 Wo.)DE | AT29 (4 Wo.)AT | CH11 (12 Wo.)CH | Erstveröffentlichung: 1991 |
| 1991 | Mann im Mond   | DE30 (17 Wo.)DE | — | — | Erstveröffentlichung: 1991 |
| 1992 | Mein Fahrrad   | DE68 (9 Wo.)DE | — | — | Erstveröffentlichung: 1992 |

### Auszeichnungen für Musikverkäufe
Das Leben ist grausam verkaufte sich laut Quellen mehr als 1,2 Millionen Mal. In Deutschland erhielt das Album Doppel-Platin für eine Million Verkäufe.
| Land/Region        | Auszeichnungen für Musikverkäufe (Land/Region, Auszeichnung, Verkäufe) | Verkäufe  |
| ------------------ | ---------------------------------------------------------------------- | --------- |
| Deutschland (BVMI) | 2× Platin                                                              | 1.000.000 |
| Schweiz (IFPI)     | Gold                                                                   | 25.000    |
| Insgesamt          | 1× Gold · 2× Platin ·                                                  | 1.025.000 |